# Luís Oliveira Gonçalves
Luís Oliveira Gonçalves (Angola, 31 de outubro de 1960) é um ex-futebolista e treinador de futebol angolano.
Como treinador, Gonçalves elevou o nível da seleção de seu país, sem tradição em competições internacionais, conduzindo-a à disputa da Copa do Mundo da FIFA 2006, na Alemanha.
Embora Gonçalves não tenha sido um jogador de futebol de destaque, lutou como treinador de seleções de categorias inferiores de Angola antes de conseguir atingir o sucesso com a seleção principal. Atualmente é um herói nacional, reconhecido em seu país e fora dele.
Gonçalves jogou nas divisões inferiores do futebol organizado em Angola, pelo Club Sportivo Moata y Companhia e começou como treinador no Sporting Baciberra. Entretanto, não demorou muito para seu valor ser reconhecido e ele ingressar na Federação Angolana de Futebol. A seguir, foi promovido a membro da comissão técnica da seleção sub-15.
Um homem estudioso e organizado, com um afiado senso de humor, a reputação de Gonçalves aumentou, especialmente quando a seleção sub-20 de Angola se classificou para disputar o Campeonato Africano de Juniores da CAF 2001, na Etiópia. Naquele momento, ele já acumulava três cargos: treinador da equipe da polícia de Luanda, o InterClube (clube que ele levou à final da Copa de Angola e da Copa dos Vencedores da Copa Africana da CAF) e treinador das seleções sub-20 e sub-23 de Angola.
O ano de 2001 foi um divisor de águas para ele, começando com a vitória de sua seleção sub-20 em Addis Ababa - o primeiro sucesso continental do futebol angolano. Então, os jovens comandados por Gonçalves causaram uma boa impressão no Mundial de Juniores da FIFA, na Argentina, passando da primeira fase e chegando à etapa do mata-mata. Muitos desses jogadores passaram (juntamente com seu treinador) para a seleção principal e têm uma relação íntima com Gonçalves.
A Argentina provou ser um terreno fértil para o treinador, que observou cuidadosamente os padrões determinados pelos outros países e o nível que sua própria seleção teria que atingir para ter sucesso. Ele chama sua equipe de "meus meninos" e é quase uma figura paterna para muitos deles. Gonçalves rapidamente lembra que ele treinou o centroavante do Benfica de Portugal, Pedro Mantorras, desde que ele tinha 12 anos de idade e, por isso, o vínculo com seus jogadores vem de longa data.
O sucesso de Angola no Campeonato Africano de Juniores é um dos dois únicos troféus conquistados pelo país em competições internacionais. Oliveira Gonçalves também planejou seu outro triunfo, que veio na Copa Cosafa Castle, em 2004, quando eles conquistaram o torneio anual regional que reúne países do sul da África, ao derrotar Zâmbia na final na disputa de pênaltis, em Lusaka.
Gonçalves assumiu a seleção principal de Angola após a equipe ter sofrido uma derrota surpreendente por 3 x 1 para o Chade, em sua primeira partida nas eliminatórias para a Copa do Mundo da 2006. Substituindo Ismael Kurtz, ele levou os Palancas Negras a uma vitória por 2 x 0 na partida de volta, em Luanda, em novembro de 2003. Com isso, Angola conseguiu passar da fase preliminar e, a partir daí, Gonçalves levou a seleção a uma viagem de conto de fadas até o torneio na Alemanha.

## Carreira

### Internacional
- 2001 - Angola Sub-20
- Desde 2003 - Angola